# (45145) 1999 XN105
(45145) 1999 XN105 là một tiểu hành tinh vành đai chính. Nó được phát hiện bởi Hitoshi Shiozawa và Takeshi Urata ở Đài thiên văn Nachi-Katsuura ở Nachikatsuura, Wakayama, Nhật Bản, ngày 8 tháng 12 năm 1999.